# Impeesa - La grande avventura di Baden Powell
Impeesa - La grande avventura di Baden Powell è un volume a fumetti pubblicato dalla Lizard a giugno 2007.
Il volume, che narra parte della vita di Robert Baden-Powell, fondatore del movimento scout, rientra tra le iniziative per la celebrazione del centenario dello scautismo da parte del Corpo Nazionale Giovani Esploratori ed Esploratrici Italiani (CNGEI). Gli autori sono Paolo Fizzarotti, giornalista del Gruppo Espresso e direttore di Scautismo (rivista associativa del CNGEI), e Ivo Milazzo, noto soprattutto per aver creato il personaggio di Ken Parker insieme a Giancarlo Berardi.

## Trama
Il volume racconta la vita di Robert Baden-Powell e degli eventi che lo hanno portato a concepire l'idea dello scautismo.
Il racconto si apre con uno scenario della Guerra anglo-afghana, il momento immediatamente successivo alla battaglia di Maiwand dove si vede Baden-Powell utilizzare le tecniche dello scouting per ricostruire lo svolgimento dell'azione.
La parte centrale della narrazione si sofferma sulla sua vita in Africa, dove gli Zulu lo chiamarono "Impeesa", che significa "lupo che non dorme mai, ma si aggira nella notte". Gli eventi raccontati iniziano con il suo viaggio verso la città di Kumasi (nell'attuale Ghana) e si concludono con il celeberrimo assedio di Mafeking, avvenuto durante la seconda guerra boera nel 1899.
Oltre agli avvenimenti che hanno contribuito a rendere Robert Baden-Powell un eroe di guerra, nel volume sono raccontati anche altri episodi, tra cui le sue due esperienze come spia (prima in Tunisia e successivamente in Dalmazia) e l'incontro con Lady Olave, la sua futura moglie.
All'interno della narrazione vi sono solo scarsi riferimenti allo scautismo in quanto l'intera vicenda è incentrata sugli avvenimenti che hanno portato Baden-Powell alla fondazione del movimento scout. Tutti gli episodi riportati sono raccontati sotto forma di vari flashback presentati durante una conversazione tra Baden-Powell e Rudyard Kipling avvenuta a Londra nei primi anni del 1900.

## Pubblicazione
- Ivo Milazzo, Paolo Fizzarotti, Impeesa - La grande avventura di Baden Powell, Lizard, 2007. ISBN 978-88-6167-098-3